# Guia dos Perplexos

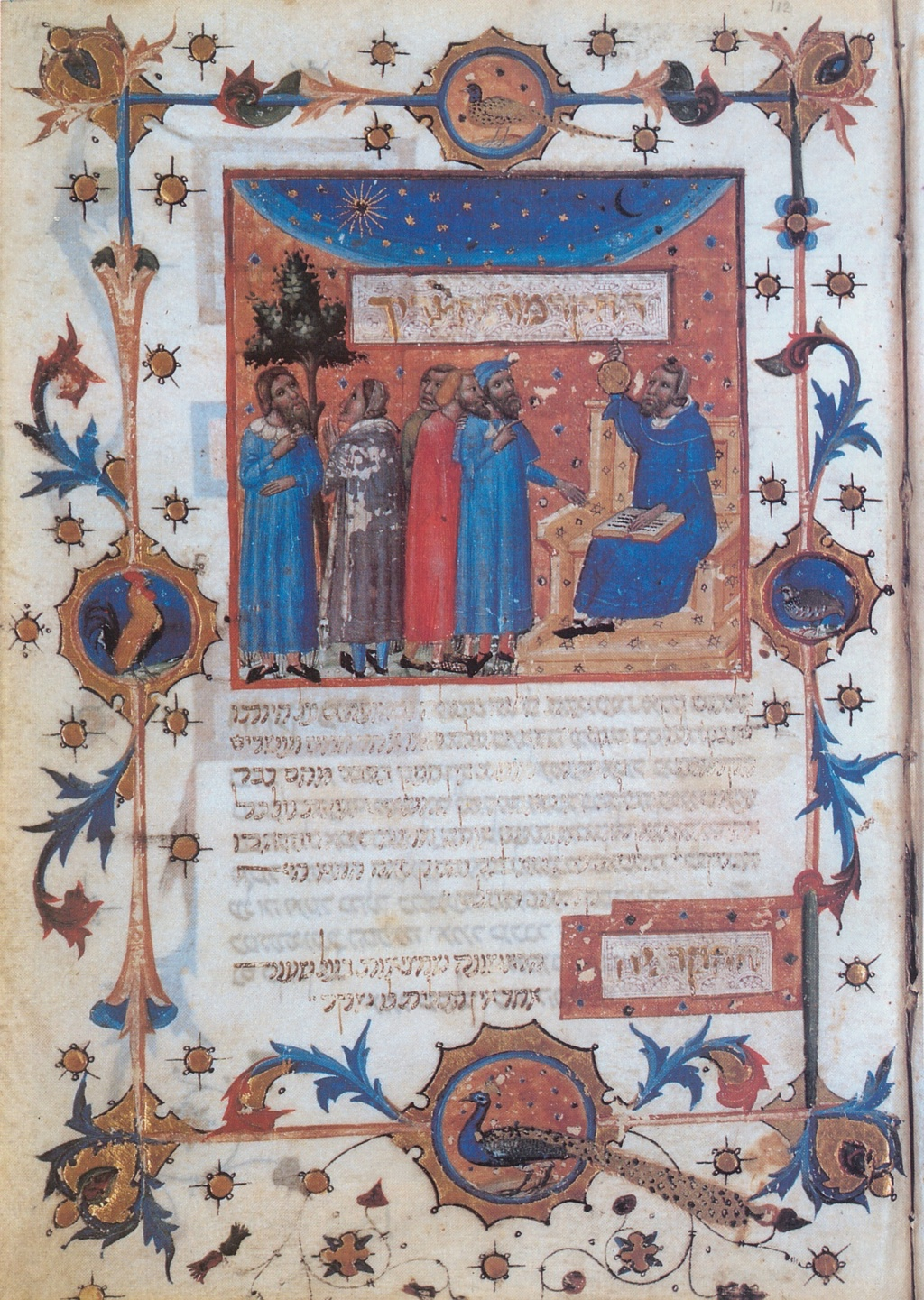
Edição do século XIV do Guia dos Perplexos

O Guia dos Perplexos (em hebraico Moreh Nevuchim, em árabe dalalat al ha'irin دلالة الحائرين) é um dos trabalhos mais conhecidos do rabino espanhol Moshe ben Maimon, mais conhecido como Maimônides. Sua redação foi iniciada em cerca de 1185, quando o autor tinha então 47 anos, e terminada em cerca de 1191. A obra busca conciliar as doutrinas do judaísmo com a lógica aristotélica e filosófica. Foi redigido em judeo-árabe (árabe escrito com o alfabeto hebraico) enquanto Maimônides era residente em Fostate, antiga parte do Cairo. Servia ali como médico do vizir egípcio e também como líder da comunidade judaica, atuando como representante da mesma junto as autoridades muçulmanas.

## Análise
É dividido em três partes; cada parte tem sua própria introdução, além do prefácio geral. Um breve poema hebraico e uma "epístola dedicatória" antecedem o prefácio geral. A primeira parte tem 76 capítulos, a segunda, 48, e a terceira, 54. A primeira parte lida com a interpretação correta de certos termos que são utilizados na Bíblia para descrever Deus; segue-se uma análise dos atributos divinos (predicados tais como "poderoso" ou "sábio") e refutação de doutrinas do calam. A segunda parte lida com astronomia, o problema da criação do universo e da profecia. A terceira parte lida com doutrinas místicas (a chamada ma'asé merkavá em hebraico, o "ato da carruagem") referência à Ezequiel 1:10 e certas partes de Isaías. De acordo com Maimônides a ma'asé merkavá corresponde à metafísica aristotélica. Lida também com o problema da providência divina, a narrativa de Jó, os mandamentos da lei judaica e o propósito da existência humana.
O livro foi traduzido para o hebraico por Samuel ibn Tibbon em 1202 e revisado em 1213, na cidade de Lunel, no sul da França. Uma outra tradução hebraica, menos fiel ao texto árabe, foi escrita pelo poeta Judá al-Harizi após a primeira tradução de ibn Tibbon. A tradução de ibn Tibbon reflete a sintaxe árabe, o que dificulta a leitura em hebraico. Ibn Tibbon criou dezenas de neologismos a fim de traduzir termos árabes que até então não tinham equivalente em hebraico. Como ajuda ao leitor, ele redigiu um "Guia das Palavras Estranhas" (em hebraico, perush ha-milim ha-zarot), um pequeno dicionário dos neologismos que aparecem em sua tradução. Este dicionário, em qual cada termo recebe uma explicação detalhada, serviu como introdução pedagógica ao Guia dos Perplexos nos séculos posteriores e afetou grandemente a interpretação do Guia em geral. A tradução de ibn Tibbon foi quase exclusivamente a única a ser estudada e comentada no mundo judaico até o século XX. Em revanche, a tradução de Judá al-Harizi serviu de base à tradução latina da obra (1514).

## Trecho
Este é um excerto do prefácio ao Guia dos Perplexos
“O objetivo deste tratado não é tornar compreensível o significado de palavras que aparecem nos livros proféticos para o leigo e o principiante. O objetivo deste tratado é explicar ao homem religioso, educado para crer na verdade de nossa santa Lei, que cumpre seus deveres morais e religiosos e ao mesmo tempo se dedicou aos estudos filosóficos, e encontra dificuldades em aceitar como correto o ensinamento baseado na interpretação literal da Lei, e por isso está tomado de perplexidade e confusão”.